# دودمان کیدینو
دودمان کیدینو یکی از دودمان‌های ایلام میانه در بین سال‌های ۱۵۰۰ تا ۱۴۰۰ پیش از میلاد بود.
به‌کار بردن واژهٔ دودمان برای کیدینوها شاید نادرست باشد، زیرا هنوز هیچ نشانه‌ای از رابطهٔ پدر فرزندی بین پنج حاکمی که یکی پس از دیگری به حکومت رسیدند، در دست نیست: کیدینو، اینشوشینک سونکیر نپی پیر، تنروخوراتر دوم، شالا، و تپتی اهر. مدارک شوش و هفت تپه، کبناک باستان، نشان می‌دهند که بین دورهٔ سوکل مخ و دورهٔ ایلامی میانی انقطاعی وجود دارد. نخستین نشانهٔ انقطاع، انتخاب لقب بود. کیدینو و تپتی اهر خود را «شاه شوش و انزان» نامیدند و به این شکل خود را به سنتی کهن متصل کردند. لقب دیگر آن‌دو، «خدمتگزار کیرواشیر» خدایی ایلامی است، بدین گونه مجمع خدایان فلات ایران را در سوزیانا رواج دادند. اما مانند دورهٔ قبل، آنان همچنان زبان اکدی را در تمام کتیبه‌های خود استفاده کردند.

## فهرست شاهان کیدینو
- کیدینو
- اینشوشینک سونکیر نپی پیر
- تنروخوراتر دوم
- شالا
- تپتی اهر